# Darijo Grujčić
Darijo Grujčić (Lustenau, 19 mei 1999) is een Oostenrijks voetballer die doorgaans als verdediger speelt. Hij komt uit voor Fortuna Sittard.

## Carrière
Grujčić doorliep de jeugdopleiding van SC Austria Lustenau en AKA Vorarlberg. Hij maakte zijn seniorendebuut bij FC Dornbirn 1913, dat uitkwam in de Regionalliga. Hij speelde 31 wedstrijden voor de club en scoorde twee keer.
In januari 2018 keerde hij terug bij zijn oude club, Austria Lustenau. Austria kwam uit in de 2. Liga. Grujčić maakte op 16 maart 2018 zijn debuut, tegen WSG Wattens. Ook speelde hij met Austria Lustenau in de ÖFB Cup, onder andere tegen Red Bull Salzburg (0-1).
Na twee seizoenen vertrok Grujčić naar FC Wacker Innsbruck, ook uitkomend in de 2. Liga. Hij maakte zijn debuut in de beker, tegen ASV Schrems op 29 augustus 2020 (3-1). Hij scoorde ook één maal in zijn tijd bij Wacker, tegen Grazer AK (5-1). 
In 2022 keerde Grujčić weer terug bij SC Austria Lustenau, dat ondertussen was gepromoveerd naar de Bundesliga. Hij maakte zijn rentree op 30 juli 2022 tegen SV Ried (0-1). Hij speelde in twee seizoenen bijna alle wedstrijden voor Austria. 
Medio 2024 verhuisde Grujčić naar Nederland, bij Fortuna Sittard in de Eredivisie. Hij maakte meteen in de eerste speelronde zijn debuut, tegen Go Ahead Eagles (2-0). Hij verving in de 85e minuut Kristoffer Peterson.

## Statistieken
| Seizoen | Club                | Competitie   | Competitie | Competitie | Beker | Beker | Overig | Overig | Totaal | Totaal |
| Seizoen | Club                | Competitie   | Wed.       | Dlp.       | Wed.  | Dlp.  | Dlp.   | Dlp.   | Wed.   | Dlp.   |
| ------- | ------------------- | ------------ | ---------- | ---------- | ----- | ----- | ------ | ------ | ------ | ------ |
| 2016/17 | FC Dornbirn 1913    | Regionalliga | 11         | 1          | 0     | 0     | 0      | 0      | 11     | 1      |
| 2017/18 | FC Dornbirn 1913    | Regionalliga | 19         | 1          | 1     | 0     | 0      | 0      | 20     | 1      |
| 2017/18 | SC Austria Lustenau | 2. Liga      | 10         | 0          | 0     | 0     | 0      | 0      | 10     | 0      |
| 2018/19 | SC Austria Lustenau | 2. Liga      | 13         | 0          | 3     | 0     | 0      | 0      | 16     | 0      |
| 2019/20 | SC Austria Lustenau | 2. Liga      | 20         | 0          | 4     | 0     | 0      | 0      | 24     | 0      |
| 2020/21 | FC Wacker Innsbruck | 2. Liga      | 23         | 1          | 3     | 0     | 0      | 0      | 24     | 1      |
| 2021/22 | FC Wacker Innsbruck | 2. Liga      | 17         | 0          | 2     | 0     | 0      | 0      | 19     | 0      |
| 2022/23 | SC Austria Lustenau | Bundesliga   | 24         | 3          | 0     | 0     | 0      | 0      | 24     | 3      |
| 2023/24 | SC Austria Lustenau | Bundesliga   | 25         | 1          | 3     | 0     | 0      | 0      | 28     | 1      |
| 2024/25 | Fortuna Sittard     | Eredivisie   | 11         | 0          | 0     | 0     | 0      | 0      | 11     | 0      |
| Totaal  |                     |              | 171        | 7          | 16    | 0     | 0      | 0      | 187    | 7      |

Bijgewerkt op 17 maart 2025.